# الاغتصاب في حرب الخليج
في حرب الخليج الثانية والغزو العراقي للكويت خاض أفراد من الجيش العراقي عمليات اغتصاب ممنهجة في الكويت.  وأكدت شهادات شهود العيان عمليات الاغتصاب التي ارتكبها النظام العراقي. أفاد العديد من السجناء الكويتيين بأنهم شهدوا قتل القوات العراقية للمغتصبات وإن تردد ضحايا الاغتصاب وأسرهن في مناقشة عمليات الاغتصاب.

## عمليات الاغتصاب
منذ أوائل سبتمبر 1990 تلقت منظمة العفو الدولية تقارير تفيد بأن أفراداً من الجيش العراقي كانوا يغتصبون النساء الكويتيات وغيرهن من النساء العربيات. وزعمت مصادر دبلوماسية مصرية أنه في إحدى الحالات تعرضت ثلاث مضيفات مصريات للاغتصاب في 3 أغسطس 1990 في فندق ميريديان. وأبلغت ممرضة مصرية من مستشفى مبارك منظمة العفو الدولية بدخول عدد من ضحايا الاغتصاب العربيات إلى المستشفى. أجرت الممرضة بنفسها فحوصات نسائية لإحدى الضحايا، وهي فتاة فلسطينية صغيرة. تعرضت الفتاة لاغتصاب جماعي على يد خمسة جنود عراقيين في قضاء حولي. أفادت الممرضة المصرية أيضًا بوصول ضحية اغتصاب كويتية إلى مستشفى مبارك، بعد أن اغتصبها عسكريون عراقيون في منزلها بالسالمية. وأبلغ طبيب كويتي منظمة العفو الدولية بخمس عشرة حالة اغتصاب في الجهراء، وخمس عشرة أخرى في الرقة، وثلاث حالات اغتصاب في مستشفى الولادة. وكان من بين الضحايا فتيات عربيات.
أبلغ طبيب مصري يعمل في مستشفى الصباح منظمةَ العفو الدولية عن حادثة اغتصب فيها ثلاثة جنود عراقيين أمًا جماعيًا بعد أن توسلت إليهم أن يغتصبوها بدلًا من ابنتها العذراء. أُبلغت منظمة العفو الدولية أيضًا باغتصاب أربع فتيات كويتيات في الرميثية. وأفاد طبيب كويتي يعمل في مستشفى الولادة باغتصاب فتاتين كشفهما بنفسه، إحداهما فتاة أردنية تبلغ من العمر 20 عامًا اغتصبها خمسة جنود عراقيين.
ورد في تقرير رفعت عنه السرية أن الجنود العراقيين دنسوا التقاليد الدينية للمسلمين الآخرين عندما اغتصبوا فتيات كويتيات واغتصبوا عذارى مع علمهم أن ذلك سيؤثر على فرص زواجهن، وأن الإجهاض محرم في الشريعة الإسلامية.

## ردود الفعل
أصدر مفتي الأزهر الشريف فتوى تجيز إجهاض أجنة اغتصاب القوات العراقية. فيما لم يبيح مفتي الكويت إجهاض الحمل الناتج عن اغتصاب القوات العراقية للفتيات الكويتيات. وعلق الفقهاء الشرعيون الإسلاميون على عمليات الاغتصاب بأن الأطفال المولودين من هذه الاغتصاب مسلمون كويتيون أبرياء.